# Toka Gettan
Tōka Gettan (яп. 桃華月憚 Тока Гэттан) — японский эротический визуальный роман, созданный компанией Root, известной также за создание Yami to Boushi to Hon no Tabibito. Игра была выпущена 25 мая 2007 года в обычных и эксклюзивных изданиях. 1 октября 2009 года была выпущена версия игры для PlayStation 2 под названием Tōka Gettan: Kōfū no Ryōō (яп. 桃華月憚 ～光風の陵王～), здесь были убраны элементы эротического характера.
Перед выпуском игры с целью содействия была выпущена манга в журнале Comptiq издательством Kadokawa Shoten начиная с 10 декабря 2005 года. На основе манги и игры студией Studio Deen был выпущен аниме-сериал, который транслировался по телеканалу BS Asahi с 3 апреля по 24 сентября 2007 года. Всего выпущено 26 серий аниме.
Игра является Спин-оффом игры-эроге Moonlight Lady, так оригинальное название игры первоначально было Tōka Gettan: Moonlight Lady II (яп. 桃華月憚 ～顔のない月II～ Тока Гэттан ~Као но Най Цуки II~) однако позже было сокращено просто до Tōka Gettan.

## Сюжет
Действие происходит в стране Камицумихара, где магия и легенды всё ещё остаются явью. Земля находится под защитой клана Камиадзума с момента её создания. Действие разворачивается вокруг Токи Камиадзумы, который встречается с молодой девушкой по имени Момока Кавакабэ. Их встреча создаёт цепь новых событий и была предсказана в древней легенде.

## Список персонажей
Тока Камиадзума (яп. 守東 桃香)
Сэйю: Мария Исэ
Главный герой истории, был усыновлён Юмико, которая потеряла свою дочь. В груди Токи заключён священный меч, поглощающий души, под названием каменный меч. Многие полагают, что Тока является реинкарнацией Исамихико, легендарного воина и бывшего владельца каменного меча. Принимает как правило 2 формы: женскую форму «дочери» Юмико, в такой форме у него появляются длинные волосы, и он носит красное кимоно, а в мужской носит простые рубашки или школьную форму. Независимо от формы, Тока немногословный и относится ко всем грубо, за исключением своей приёмной матери и Момоки. Несмотря на то, что влюбляется в Момоку, его главная цель — избавится от проклятья, даже если это будет стоить его жизни.
Момока Кавакабэ (яп. 川壁 桃花)
Сэйю: Саори Хаями
Главная героиня и живое воплощение богини Сэй. Очень любит есть и её практически всегда можно увидеть с едой. Является полной противоположностью Токи, очень энергичная и весёлая. Позже она намекает на то, что будучи богиней Сэй был одной из тех, кто убил Исамихико, бывшего владельца каменного меча. В конце истории выясняется, что она была создана как человек для истории с Юмико и поэтому может существовать как Момока только в пределах земли Камицумихары. Кроме того, как богиня, она должна снять проклятье, но при этом исчезнет вместе со своими сёстрами и другими богинями. Тем не менее она обещает помочь Токе и когда снова с ним встретится без промедления снимет проклятье.
Юмико Камиадзума (яп. 守東 由美子)
Сэйю: Мики Ито
Приёмная мать Токи и дочь Киёхару и Юрико. Она пишет романы, которые оказывают сверхъестественное влияние на землю. Несмотря на свой возраст выглядит как подросток и имеет детскую личность из-за чего создаёт массу проблем для её горничной Нэнэ. Очень часто пристаёт к Токе. Находится под покровительством богини Юны, так как без её помощи не сможет нормально жить из-за психической травмы в детстве.
Юрико (яп. 由利子)
Сэйю: Аяка Сайто
Мать Юмико. Она всю жизнь подвергалась сексуальному насилию со стороны её брата Киёхару, пока не забеременела от него. Однако отказалась делать аборт и растила Юмико как мать-одиночка.
Нэнэ Мидо (яп. 御堂 寧々)
Сэйю: Аюми Фудзимура
Горничная Юмико, обладает магической силой. В отличие от простых людей её продолжительность жизни иная, поэтому она может жить ещё тысячелетиями. Очень многое знает о лекарственных средствах и превосходный повар. Её мать бессмертная ведьма Икихомэ, у Нэнэ есть также три сестры — Кайя, Анна и Сарара — (которая является реинкарнацией Евы).
Макото Инукай (яп. 犬飼 真琴)
Сэйю: Эри Китамура
Молодая девушка, которая посещает Академию Тока, Внутри неё заключён дух великого дракона. Питает романтические чувства к Момоке. Когда играет на флейте, может контролировать силу дракона, которая прежде всего начинает резонировать к каменным мечом Токи. Когда говорит о музыке, стремится добавлять туда итальянские слова и термины.
Сёко Рокудзё (яп. 六条 章子)
Сэйю: Ю Кобаяси
Председатель ассоциации лотоса. Часто находится в разногласиях с тройняшками «бабочками». Управляет летающем автомобилем, как правило, там, где они не могут быть, например по коридорам школы. Когда теряет очки, становится злой. Влюблена в Макото и часто её преследуют эротические фантазии вместе с ней и Макото.
Кикё (яп. 鬼梗)
Сэйю: Сатоми Ямагата
Глава студенческого совета. Бессмертный страж страны Киамидзума и в самом начале сражалась с силами зла.
Харухико Камиадзума (яп. 守東 春彦)
Сэйю: Кэндзи Нодзима
Сын Киёцугу и плейбой. Он считает себя самым привлекательным и красивым. Выступает в основном в роли комедийного персонажа. На спине у Харухико есть шрам, который он получил в детстве из-за каменного меча.
Киёхару Камиадзума (яп. 守東 益之)
Сэйю: Сё Хаями
Отец Харухико и дядя Юмико. Долгое время подвергал сексуальному насилию Юрико. Из-за инцидента прошлого, сошёл с ума и имплантировал осколок волшебной маски в глаз Киёцуго. Осколок, содержащий воспоминания Киёхару заставил Киёцуго полагать, что он его брат, а Юрико его сестра. Поэтому как и Киёхару, он тоже подвергал её насилию.

## Манга
Перед выпуском игры с целью содействия была выпущена манга под названием Tōka Gettan: Moonlight Lady II (яп. 桃華月憚 ～顔のない月II～ ока Гэттан ~Као но Най Цуки II~) и выпускалась в японском журнале Comptiq издательством Kadokawa Shoten начиная с 10 декабря 2005 года. Автор манги Агури Сорагата, а иллюстратор — Юкио Кумоя. На данный момент выпущено два тома манги.

## Критика
Представители сайта Anime News Network отметили, что сюжет сериала представляет себе большую путаницу и неразбериху. Особенно начиная с первых серий аниме. Роли персонажей и их взаимодействие тоже очень сложно понять.

## Музыка
Открытие
- Yume Oboro (яп. ゆめおぼろ Dim Dreams) исполняет: Саори Хаями, Эри Китамура и Мария Исэ.

Концовка
- Kono Sekai ga Itsuka wa (яп. この世界がいつかは Someday this World will be) исполняет: Саори Хаями.

## Список серий аниме
|    |                              |                   |  |  |
| 01 | Cherry Blossom «Sakura» (桜) | 3 апреля, 2007    |  |  |
| 02 | Song «Uta» (歌)              | 10 апреля, 2007   |  |  |
| 03 | Sword «Ken» (剣)             | 17 апреля, 2007   |  |  |
| 04 | Crown «Kanmuri» (冠)         | 24 апреля, 2007   |  |  |
| 05 | Buddha «Hotoke» (仏)         | 1 мая, 2007       |  |  |
| 06 | Butterfly «Chō» (蝶)         | 8 мая, 2007       |  |  |
| 07 | Darkness «Yami» (闇)         | 15 мая, 2007      |  |  |
| 08 | Ice «Kōri» (氷)              | 21 мая, 2007      |  |  |
| 09 | Snow «Yuki» (雪)             | 28 мая, 2007      |  |  |
| 10 | Blood «Chi» (血)             | 4 июня, 2007      |  |  |
| 11 | Festival «Matsuri» (祭)      | 11 июня, 2007     |  |  |
| 12 | Life «Inochi» (命)           | 18 июня, 2007     |  |  |
| 13 | Mansion «Yakata» (館)        | 25 июня, 2007     |  |  |
| 14 | Journey «Tabi» (旅)          | 2 июля, 2007      |  |  |
| 15 | Calendar «Koyomi» (暦)       | 9 июля, 2007      |  |  |
| 16 | Star «Hoshi» (星)            | 16 июля, 2007     |  |  |
| 17 | Moon «Tsuki» (月)            | 23 июля, 2007     |  |  |
| 18 | Sea «Umi» (海)               | 30 июля, 2007     |  |  |
| 19 | Curtain «Maku» (幕)          | 6 августа, 2007   |  |  |
| 20 | Peach «Momo» (桃)            | 13 августа, 2007  |  |  |
| 21 | Garden «Sono» (園)           | 20 августа, 2007  |  |  |
| 22 | Shadow «Kage» (陰)           | 27 августа, 2007  |  |  |
| 23 | Bride «Yome» (嫁)            | 3 сентября, 2007  |  |  |
| 24 | Twill «Aya» (綾)             | 10 сентября, 2007 |  |  |
| 25 | X «Shime» (〆)               | 17 сентября, 2007 |  |  |
| 26 | Bloom «Hana» (華)            | 24 сентября, 2007 |  |  |